# Spermacoce pogostoma
Spermacoce pogostoma là một loài thực vật có hoa trong họ Thiến thảo. Loài này được Benth. miêu tả khoa học đầu tiên năm 1867.